# Magneuris Sierra
Magneuris Sierra (né le 7 avril 1996 à San Cristóbal, République dominicaine) est un voltigeur des Marlins de Miami de la Ligue majeure de baseball.

## Carrière
Magneuris Sierra signe son premier contrat professionnel en juillet 2012 avec les Cardinals de Saint-Louis.
Il fait ses débuts dans le baseball majeur le 7 mai 2017 avec Saint-Louis et, à ce premier match, réussit son premier coup sûr, aux dépens du lanceur R. A. Dickey des Braves d'Atlanta. Il maintient une moyenne au bâton de ,317 avec 19 coups sûrs en 22 matchs pour Saint-Louis en 2017.
Avec le lanceur gaucher Daniel Castano et les lanceurs droitiers Sandy Alcantara et Zac Gallen, Sierra est le 14 décembre 2017 échangé des Cardinals aux Marlins de Miami contre le voltigeur étoile Marcell Ozuna. 